# コンドン (オレゴン州)
コンドン（Condon）は、アメリカ合衆国オレゴン州の都市。ギリアム郡の郡庁所在地である。2010年国勢調査での人口は682人。オレゴン州道19号線沿いに旧市街地を残す農牧業の町である。

## 歴史
コンドンはユニオン・パシフィック鉄道コンドン支線の終点として発展した。1883年、ポッターという名前の入植者が湧水の周りの土地の所有を宣言。玄武岩の岩肌から湧き出るその泉は後にサミット・スプリングスとして知られるようになる。その後ポッターは経済的苦境に立たされ、アーリントンからやってきた弁護士法人「コンドン・コーニッシュ」にその土地を明け渡した。オレゴン州の地質学者トーマス・コンドンの姪ハーヴィー・C・コンドンもこの法人の一員であった。コンドン・コーニッシュは1884年にその土地を町有予定地として売りに出し、住民のデイヴィッド・B・トリンブルが郵便局を設置、初代の郵便局長に就任、ハービー・C・コンドンに因んでその郵便局を「コンドン郵便局」と名付けた。
1951年から1970年までの間、レーダー基地であるコンドン空軍基地が町の近くに設置されていた。

### コンドン商業歴史地区
1998年、メインストリート沿いの歴史的な街並みが「コンドン商業歴史地区」としてアメリカ合衆国国家歴史登録財に登録された。

## 地理
コンドンはオレゴン州北部のギリアム郡に位置し、オレゴン州道19号線とオレゴン州道206号線が市内で交差している。
また、海抜は863m、アメリカ合衆国国勢調査局によると総面積は2.15km²で水面積はない。

## 芸術文化
コンドンでは1月のロバート・バーンズデー、3月のバスケットボール大会、11月の秋祭りなど、年間を通じて様々な行事を開催している。
また、州道19号線沿いのバーンズ・パークはギリアム郡歴史博物館があり、アメリカ合衆国国家歴史登録財に登録されたサイラス・A・ライスの家や旧駅舎、車掌車、教会、理髪店、刑務所、校舎などが展示されている。
また、レジャー施設として9ホールのゴルフ場やプール、映画館があり、夏にはコンサートを招致している。

## 教育
コンドン教区が教育を担っており、コンドン高校、コンドン小学校を運営している。

## 経済
2002年時点での主な雇用主は、ギリアム郡庁、コンドン教区、北部中央教育サービス地区、ホテルコンドン、および生活支援センターであった。 

## 交通
ライナス・ポーリングに因んだポーリング飛行場という州立空港が町の北端に設置されている。

## 気候
ケッペンの気候区分によると地中海性気候（Csb）と湿潤大陸性気候（Dsb）の境界に位置する。夏場は乾燥しているが朝は涼しく、冬場は厳しい寒さになる。時たまカナダからの冷たい大陸性気団がコロンビア峡谷を通ってやって来ることがあり、その際には-17.8°Cまで気温が下がることもある。記録上最も寒かった月は1930年1月で、22日の間最高気温が0°Cを下回り、平均気温が-10.7°C、平均最低気温が-15.1°Cとなった。
ほとんどの降水はみぞれとして降る。海からの湿った空気が冷たい空気とぶつかると豪雪となり、記録上最も降雪量の多い2008年12月には1.13m、1950年1月には1.09mの積雪があった。
時たま発生する豪雨を除くと夏場は非常に乾燥している。また、熱波が発生することもある。
| オレゴン州コンドン(1981年–2010年)の気候 | オレゴン州コンドン(1981年–2010年)の気候 | オレゴン州コンドン(1981年–2010年)の気候 | オレゴン州コンドン(1981年–2010年)の気候 | オレゴン州コンドン(1981年–2010年)の気候 | オレゴン州コンドン(1981年–2010年)の気候 | オレゴン州コンドン(1981年–2010年)の気候 | オレゴン州コンドン(1981年–2010年)の気候 | オレゴン州コンドン(1981年–2010年)の気候 | オレゴン州コンドン(1981年–2010年)の気候 | オレゴン州コンドン(1981年–2010年)の気候 | オレゴン州コンドン(1981年–2010年)の気候 | オレゴン州コンドン(1981年–2010年)の気候 | オレゴン州コンドン(1981年–2010年)の気候 |
| 月                                      | 1月                                     | 2月                                     | 3月                                     | 4月                                     | 5月                                     | 6月                                     | 7月                                     | 8月                                     | 9月                                     | 10月                                    | 11月                                    | 12月                                    | 年                                      |
| --------------------------------------- | --------------------------------------- | --------------------------------------- | --------------------------------------- | --------------------------------------- | --------------------------------------- | --------------------------------------- | --------------------------------------- | --------------------------------------- | --------------------------------------- | --------------------------------------- | --------------------------------------- | --------------------------------------- | --------------------------------------- |
| 最高気温記録 °F （°C）                  | 71 (22)                                 | 71 (22)                                 | 78 (26)                                 | 91 (33)                                 | 97 (36)                                 | 104 (40)                                | 111 (44)                                | 103 (39)                                | 99 (37)                                 | 88 (31)                                 | 74 (23)                                 | 69 (21)                                 | 111 (44)                                |
| 平均最高気温 °F （°C）                  | 39.1 (3.9)                              | 43.2 (6.2)                              | 51.0 (10.6)                             | 57.4 (14.1)                             | 65.5 (18.6)                             | 72.8 (22.7)                             | 82.6 (28.1)                             | 82.1 (27.8)                             | 73.2 (22.9)                             | 60.8 (16)                               | 46.3 (7.9)                              | 37.3 (2.9)                              | 59.3 (15.2)                             |
| 日平均気温 °F （°C）                    | 32.3 (0.2)                              | 35.0 (1.7)                              | 41.0 (5)                                | 45.9 (7.7)                              | 52.9 (11.6)                             | 59.4 (15.2)                             | 67.0 (19.4)                             | 66.5 (19.2)                             | 58.7 (14.8)                             | 48.7 (9.3)                              | 38.1 (3.4)                              | 30.7 (−0.7)                             | 48.0 (8.9)                              |
| 平均最低気温 °F （°C）                  | 25.1 (−3.8)                             | 26.4 (−3.1)                             | 30.4 (−0.9)                             | 33.8 (1)                                | 39.9 (4.4)                              | 45.2 (7.3)                              | 50.7 (10.4)                             | 50.3 (10.2)                             | 43.8 (6.6)                              | 35.8 (2.1)                              | 29.4 (−1.4)                             | 23.1 (−4.9)                             | 36.2 (2.3)                              |
| 最低気温記録 °F （°C）                  | −24 (−31)                               | −20 (−29)                               | 2 (−17)                                 | 14 (−10)                                | 15 (−9)                                 | 23 (−5)                                 | 29 (−2)                                 | 30 (−1)                                 | 20 (−7)                                 | 3 (−16)                                 | −14 (−26)                               | −23 (−31)                               | −24 (−31)                               |
| 降水量 inch （mm）                      | 1.63 (41.4)                             | 1.25 (31.8)                             | 1.28 (32.5)                             | 1.38 (35.1)                             | 1.60 (40.6)                             | 1.08 (27.4)                             | 0.46 (11.7)                             | 0.43 (10.9)                             | 0.57 (14.5)                             | 1.08 (27.4)                             | 1.69 (42.9)                             | 1.78 (45.2)                             | 14.23 (361.4)                           |
| 降雪量 inch （cm）                      | 5.8 (14.7)                              | 5.1 (13)                                | 2.0 (5.1)                               | 0.8 (2)                                 | 0.0 (0)                                 | 0.0 (0)                                 | 0.0 (0)                                 | 0.0 (0)                                 | 0.0 (0)                                 | 0.4 (1)                                 | 3.0 (7.6)                               | 7.2 (18.3)                              | 24.2 (61.5)                             |
| 平均降水日数 （≥0.01 inch）             | 12                                      | 11                                      | 12                                      | 11                                      | 9                                       | 7                                       | 3                                       | 3                                       | 5                                       | 7                                       | 14                                      | 12                                      | 106                                     |
| 平均降雪日数 （≥0.1 inch）              | 3                                       | 3                                       | 2                                       | 1                                       | 0                                       | 0                                       | 0                                       | 0                                       | 0                                       | 0                                       | 2                                       | 4                                       | 15                                      |
| 出典：NOAA                              |                                         |                                         |                                         |                                         |                                         |                                         |                                         |                                         |                                         |                                         |                                         |                                         |                                         |

## 人口動静
以下のデータは2010年国勢調査に基づく。
| 基礎データ - 人口：682人 - 世帯数：357世帯 - 家族数：184家族 - 人口密度：317.3人/km² - 住居数：455軒 - 住居密度：211.7軒/km² 人種別人口構成 - 白人：97.2% - アフリカン・アメリカン：0.1% - ネイティブ・アメリカン：0.9% - アジア人：0.1% - その他：0.9% - 混血：0.7% - ヒスパニック・ラテン系：2.1% 世帯と家族 - 18歳未満の子供がいる: 16.2% - 結婚・同居している世帯: 42.3% - 未婚・離婚女性が世帯主である世帯:5.6% - 未婚・離婚男性が世帯主である世帯:3.6% - 非家族世帯: 48.5% - 単身世帯: 45.9% - 65歳以上の老人1人暮らし: 24.9% - 平均構成人数 - 世帯: 1.85人 - 家族: 2.54人 | 年齢別人口構成 - 18歳未満：14.7% - 18歳-24歳：3.7% - 25歳-44歳：15.4% - 45歳-64歳：34.7% - 65歳以上：31.7% - 年齢の中央値：54.5歳 - 男女比 - 男性：46.6% - 女性：53.4% 収入と家計（2000年国勢調査） - 収入の中央値 - 世帯: 32,667米ドル - 家族: 40,000米ドル - 性別 - 男性: 30,500米ドル - 女性: 21,042米ドル - 人口1人あたり収入: 18,481米ドル - 貧困線以下 - 対人口: 5.4% - 対家族数: 3.6% - 18歳未満: 5.1% - 65歳以上: 5.1% |

## 著名人
- ウィリアム・P・マーフィー：ノーベル生理学・医学賞受賞者（1934年） [18]
- ライナス・ポーリング：1954年ノーベル賞化学賞、1962年ノーベル平和賞受賞者
- アール・スネル：オレゴン州第23代知事